# Econom
Econom war ein Nutzfahrzeughersteller (1948–1956) in Berlin-Spandau OT. Haselhorst, Rhenaniastraße 14 und Berlin-Wilmersdorf, Landhausstraße 19/20.

## Vorgeschichte und Gründung
1948 gründete Hellmuth Butenuth das Unternehmen in Spandau als erstes neues Unternehmen zur Automobilherstellung nach dem Zweiten Weltkrieg in Deutschland. Hellmuth Butenuth war in den 1920er und 1930er Jahren technischer Direktor von Hanomag. 1932 machte er sich in Berlin für die Herstellung von Fahrzeugen aller Art selbständig, blieb aber weiterhin für Hanomag tätig. 1937 übernahm er in Berlin die Großvertretung für Ford.
Während des Krieges gründete er mit der Firma Günther Lenz eine Nutzfahrzeug-Werkstatt in Berlin-Wilmersdorf, um Ford BB-LKW umzubauen. Dabei wurden ausländische Zwangsarbeiter eingesetzt. Schon 1942 waren schon 100 sowjetische und 40 französische Arbeiter in firmeneigenen Lagern untergebracht; später wohl noch mehr. 1948 wurde das Econom-Werk in Berlin-Spandau gegründet, um Kommunalfahrzeuge u. a. zur Trümmerbeseitigung zu bauen.

## Nutzfahrzeugbau
Aus gebrauchten Nutzfahrzeugen wurden die ersten LKW provisorisch wiederhergestellt. Die rund 50 Mitarbeiter bauten nun Lastkraftwagen, die zunächst mangels Zulieferung noch aus alten Wagenteilen hergestellt werden mussten. 1950 wurde der erste Econom-LKW mit einem 25-PS-Kämper-Dieselmotor auf der Berliner Autoschau vorgestellt. Ab 1952 wurde das 45 PS starke „Econom-Kommunal-Fahrzeug“ gebaut, dass wegen seiner Sparsamkeit recht erfolgreich war. Aufsehen erregte ein Dreiachs-LKW mit zwei gelenkten Vorderachsen und 6,5 t zGG. Bis 1955 hatte das Werk ca. 1000 LKW mit 200 Beschäftigten hergestellt.

## Pkw
1949 wurde ein vierrädriger PKW namens „Econom Teddy“ entwickelt, der den Spitznamen „Krabbe“ erhielt. Das Modell war stilistisch sehr modern und bot modernes Zubehör. Geplant war es als Sédan und Cabrio. Mangels Kundeninteresse konnte sich der Teddy gegen die wieder angelaufene Serienproduktion von PKW der Großhersteller nicht durchsetzen. Bis Juni 1950 wurde das Modell in geringer Zahl gebaut. Ein geplantes Nachfolgemodell blieb ein Prototyp.

## Werksaufgabe
1956 wurde der Betrieb für die LKW-Herstellung geschlossen, da er sich gegen die mittlerweile wieder etablierte Großserienproduktion am Markt nicht halten konnte. Danach vergrößerte Hellmuth Butenuth seine 1937 gegründete Ford-Vertretung in Berlin, 1978 hatte er elf Autohäuser und rund 260 Beschäftigte.